# Art évolutionnaire

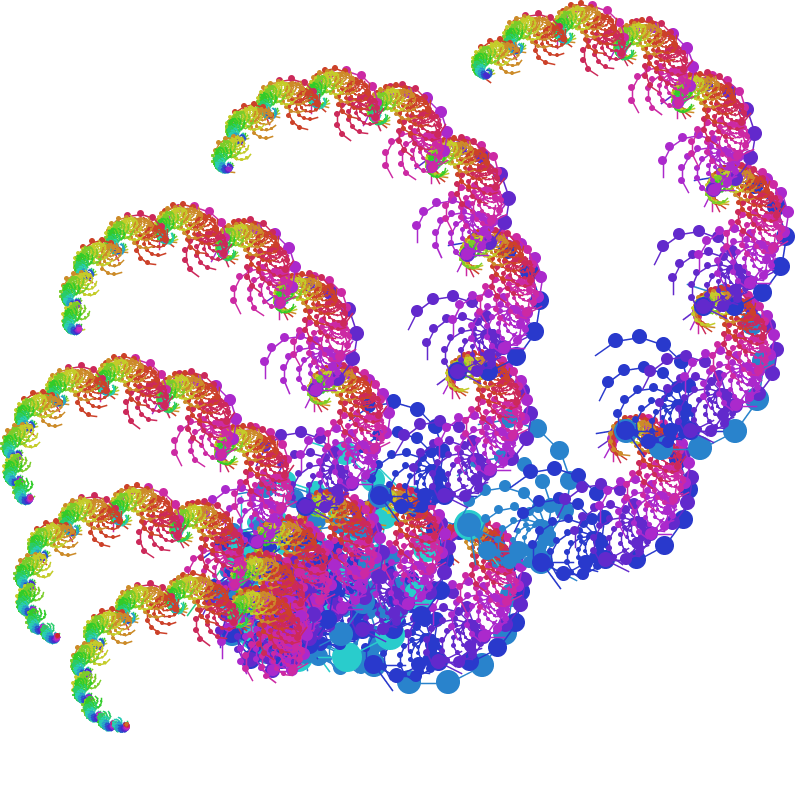
Image produite par ImageBreeder.

L'art évolutionnaire (anglais : evolutionary art) est une branche de l'art génératif (ou procédural) utilisant l'algorithmie évolutionniste. Dans l'art génératif l'artiste ne construit pas l'œuvre, mais la laisse se construire via un système qu'il aura créé. Dans l'art évolutionnaire une œuvre initiale est insérée dans le système, et un processus itératif de sélection et modification permet d'arriver à l'œuvre finale, où l'artiste sera l'agent de sélection.